# Ascorhynchus tenuirostris
Ascorhynchus tenuirostris is een zeespin uit de familie Ascorhynchidae. De soort behoort tot het geslacht Ascorhynchus. Ascorhynchus tenuirostris werd in 1892 voor het eerst wetenschappelijk beschreven door Carpenter. 